# Massey-Harris
Massey-Harris war ein kanadisches Landmaschinenunternehmen, das 1953 durch Fusion mit der Harry Ferguson Limited in Massey Ferguson aufging.

## Geschichte

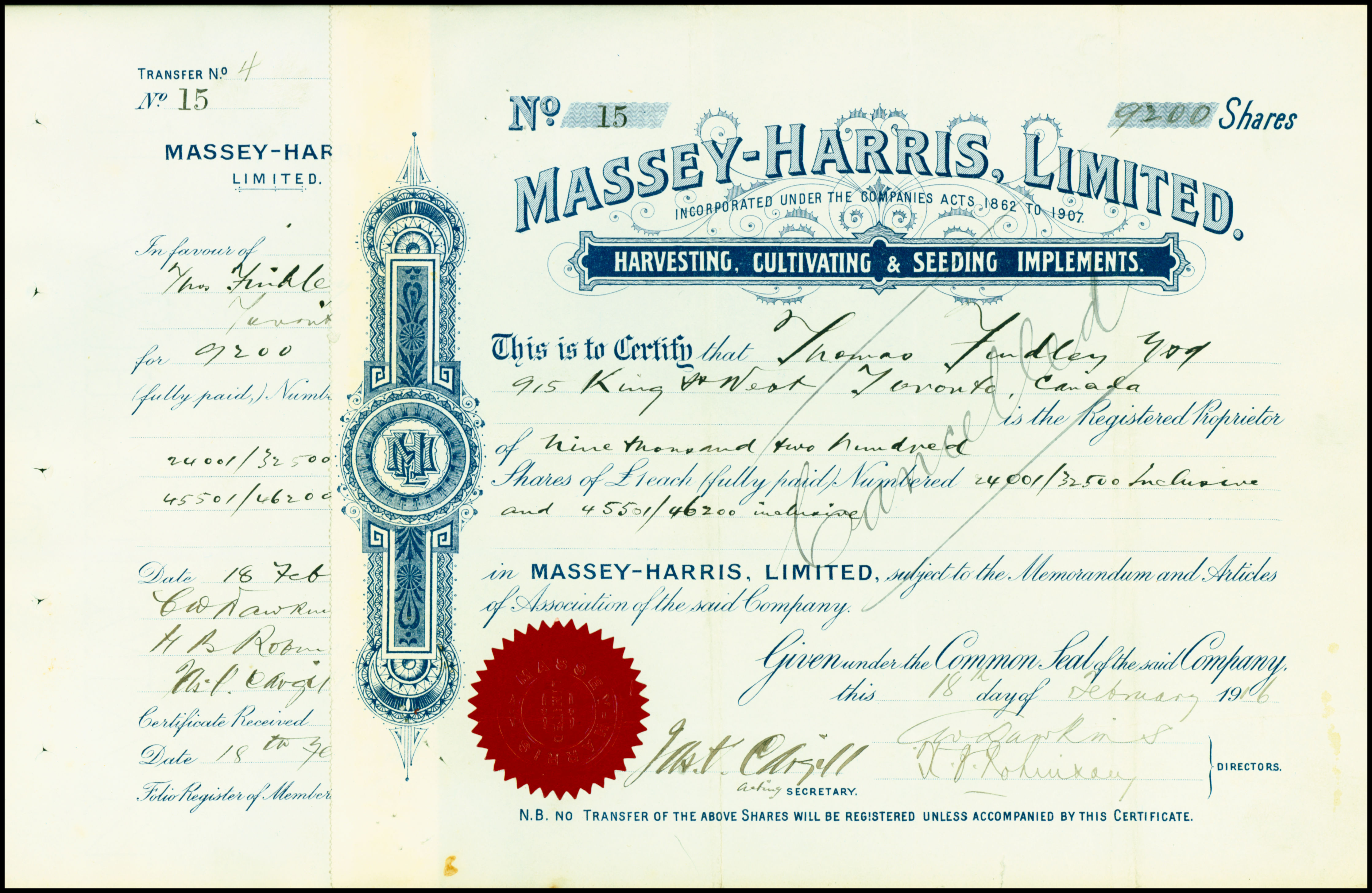
Aktie der Massey-Harris Ltd vom 18. Februar 1916

1891 fusionierte die Massey Manufacturing Company von Hart Massey mit A. Harris and Son Implement zu Massey-Harris. 1892 übernahm man die W.H. Verity & Sons, einen Hersteller von Pflügen. Erster Präsident des neuen Unternehmens war bis zu seinem Tod 1896 Hart Massey. Sein Nachfolger wurde sein Sohn Walter Edward Hart Massey.
1895 begann Massey-Harris mit dem Herstellen von Fahrrädern.
1899 wurde die Fahrradabteilung ein Teil der Canada Cycle & Motor Co. Zwischen 1900 und 1902 stellte dieses Unternehmen Motordrei- und -vierräder her, die als Massey-Harris verkauft wurden.
Nach dem Tod von Walter Edward Hart Massey im Jahr 1901 wurde sein Bruder Chester Massey neuer Präsident des Unternehmens, bis er 1903 aus gesundheitlichen Gründen zurücktrat. Sein Nachfolger wurde Lyman Melvin Jones, der dieses Amt bis 1917 bekleidete.
1910 kaufte man den Motorenhersteller Deyo-Macey aus Binghampton, New York, deren Produktion 1916 in ein neues Werk in Weston (Ontario) verlegt wurde. Ebenfalls 1910 kaufte man die Johnston Harvester Co. aus Batavia, New York.
Ab 1917 wurde die Produktpalette um Traktoren erweitert, die man von der Parrett Tractor Company aus Chicago Heights (Illinois) bezog, bis dieses Unternehmen 1919 verkauft wurde. Ab 1919 wurden diese Traktoren dann in der eigenen Fabrik in Weston hergestellt, bis dort 1923 die Produktion aufgegeben wurde, da diese Modelle nicht mehr konkurrenzfähig waren. Erst ab 1927 gab es wieder Traktoren von Massey-Harris.
Vincent Massey war von 1921 bis 1925 Präsident des Unternehmens.
1925 erwarb man ein Unternehmen in Marquette-lez-Lille in Frankreich, in deren Fabrik fortan Erntemaschinen von Massey-Harris hergestellt wurden.
Ab 1927 bot man erneut Traktoren an, die diesmal von J. I. Case Plow Works (Markenname: Wallis) aus Racine stammten. Im selben Jahr erwarb man eine Fabrik in Köln-Westhoven, in der ab 1929 Mähdrescher produziert wurden.
1928 kaufte man schließlich die J. I. Case Plow Works auf und verkaufte den Markennamen an die Case Corporation weiter.
1930 schloss man das australische Tochterunternehmen mit der H.V. McKay Pty Ltd in einem Joint-Venture unter dem Namen H.V. McKay Massey Harris Pty Ltd zusammen. Im selben Jahr stellte man mit dem GP (steht für general purpose) den ersten von Grund auf selbst entwickelten Traktor vor, der nicht mehr auf den Wallis-Traktoren basierte. Dieser allradbetriebene Traktor mit seinen vier gleich großen Rädern war mit einem Hercules-Motor ausgestattet.
1938 stellte man den ersten selbstfahrenden Mähdrescher, das Modell No. 20, aus nordamerikanischer Produktion vor.
In der Zeit des Zweiten Weltkrieges wurde bei Massey-Harris Kriegsgerät produziert, etwa der M24. 1942 erwarb man von Nash-Kelvinator eine Fabrik in Racine, um dort Panzer und Flugzeugteile herzustellen. Auch nach Kriegsende wurden bei Massey-Harris noch Militärgeräte hergestellt, so etwa die Panzerhaubitze M44 zwischen 1950 und 1952.

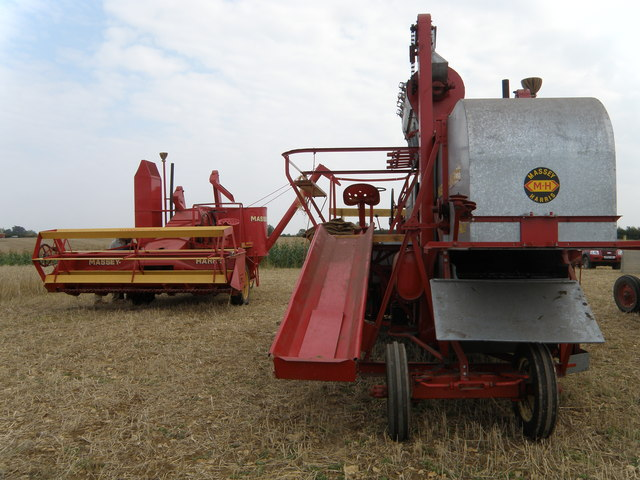
Zwei Massey-Harris No. 21 Mähdrescher

1941 wurde James S. Duncan, der zuvor seit 1936 General Manager war, neuer Präsident.
1942 wurde das auf Basis des No. 20 entwickelte Mähdreschermodell No. 21 vorgestellt. Aufgrund der Ressourcenknappheit, bedingt durch den Krieg, konnte dieser Mähdrescher jedoch nicht in großen Stückzahlen produziert werden. Joe Tucker, der Vertriebsleiter von Massey-Harris für die USA, konnte das War Production Board von seinem Plan einer Harvest Brigade überzeugen. Dieser Plan sah vor, dass das War Production Board das Material für 500 Fahrzeuge bereitstellt und Massey-Harris 500 Mähdrescher des Modells No 21 auf dem US-amerikanischen Markt verkauft. Die Käufer sollten dann verpflichtet werden, mindestens 2000 Acre mit diesen Mähdreschern zu dreschen. Mit diesen Mähdreschern konnte dann in den Jahren 1944 und 1945 die Ernte in den USA und Kanada eingebracht werden. Dieses Modell wurde 1995 in einer Briefmarkenserie mit dem Titel Historic Land Vehicles gewürdigt.
1946 begann man in einem neuen Werk in Tratford Park, Manchester, mit der Produktion von Erntemaschinen. Im selben Jahr begann man in einem neuen Werk in Toronto mit der Produktion von Mähdreschern.
1949 führte man ein Hydrauliksystem namens Drapth-o-Matic ein, das für das Modell 22, als Option erhältlich war. Ein Jahr später war dieses System optional auch für die Modelle 30 und 44 verfügbar.
Ab 1951 bot man ebenfalls zuerst für das Modell 22 einen eigenen Dreipunkt-Kraftheber (Hitch-All) an, der jedoch nicht kompatibel zu jenem von Harry Ferguson war und diesem auch technisch unterlegen war.
Seit dem Erfolg der Harvest Brigade in der Ernte des Jahres 1944 war die Herstellung von Mähdreschern das Hauptgeschäftsfeld von Massey-Harris. Das Unternehmen war in den 1950er Jahren Marktführer im Bereich selbstfahrender Mähdrescher und hatte in den USA im Jahr 1951 einen Marktanteil von 51 % in diesem Bereich.
1952 wurde im deutschen Eschwege auf einem ehemaligen Militärgelände mit Produktion von Mähdreschern begonnen.
James S. Duncan war es, der 1953 maßgeblich an der Fusion mit Harry Ferguson Limited beteiligt war.